# Magic of Love
Magic of Love is een single van de Japanse groep Perfume uit hun vierde studioalbum LEVEL3. Het album werd uitgeven als vierde en laatste single voor Perfume's derde album op 22 mei 2013. Het is geschreven en gecomponeerd door Yasutake Nakata.

## Nummers
| Nr. | Titel                                 | Duur |
| --- | ------------------------------------- | ---- |
| 1.  | Magic of Love                         |      |
| 2.  | Handy Man                             |      |
| 3.  | Magic of Love (Original instrumental) |      |
| 4.  | Handy Man (Original instrumental)     |      |